# Hypodryas macedonica
Hypodryas macedonica är en fjärilsart som beskrevs av Claude Dufay 1977. Hypodryas macedonica ingår i släktet Hypodryas och familjen praktfjärilar. Inga underarter finns listade i Catalogue of Life.